# Бранко Бабич
Бранко Бабич (Долина, код Трста, 18. октобар 1912 — Љубљана, 5. јануар 1995) био је учесник Народноослободилачке борбе и друштвено политички радник Социјалистичке Републике Словеније.

## Биографија
Рођен је 18. октобар 1912. у селу Долина, код Трста. Његов отац Иван Бабич био је гостионичар. Основну школу је завршио у родном месту, а потом је учио Трговачку школу у Копру. У школи је постао члан организације ТИГР (Трст-Истра-Горица-Ријека), која је била једна од првих антифашистичких организација у Краљевини Италији. Након доласка на власт фашистичког режима Бенита Мусолинија, Бранко је због своје антифашистичке делатности био приморан да 1930. емигрира у Краљевину Југославију.
По доласку у Југославију, у Љубљани је завршио Трговачку школу. Као антифашиста, у Љубљани се повезао са револуционарним омладинским покретом и 1935. постао члан Комунистичке партије Југославије (КПЈ). Од 1937. био је секретар Окружног комитета КП Словеније за Марибор, а 1940. је послат у Босанску крајину. Тамо је најпре био секретар Месног комитета КПЈ за Бања Луку, а потом секретар Обласног комитета КПЈ за Босанску крајину.
Након окупације Југославије, 1941. био је један од организатора устанка у Босанској крајини, као члан Војног комитета при Обласном комитету КПЈ за Босански крајину. Потом је био секретар Окружног комитета КПЈ за Козару. Године 1943. упућен је у Словенију, где се налазио на разним одговорним дужностима. Био је политички комесар 30. словеначке дивизије, заменик политичког комесара Треће оперативне зоне Словеније, помоћник политичког комесара Деветог словеначког корпуса, секретар Покрајинског комитета КПС за Словеначко приморје и потпредседник Покрајинског Народноослободилачког одбора за Словеначко приморје.
Након завршетка рата налазио се на разним друштвено-политичким функцијама. Најпре је био активан у раду Комунистичке партије Слободне Територије Трста, која је деловала на Слободној територији Трста. Од 1952. био је члан Организационог секретеријата Централног комитета КП Словеније, потом председник Комисије за међународне везе Републичког већа СР Словеније, од 1964. године. Био је члан Главног одбора Социјалистичког савеза радног народа Словеније, од 1953. до 1967. и председник Савеза културно-просветних организација Словеније, од 1966. до 1969. године.
Биран је за посланика Скупштине СР Словеније, од 1953. до 1967. и за члана Централног комитета Савеза комуниста Словеније, од 1953. до 1965. године.
Бавио се публицистичким радом. Написао је књиге — Људи и битке на Козари (словен. Ljudje in boji na Kozari), 1980. и Приморска није клонула (словен. Primorska ni klonila), 1982. године.
Умро је 5. јануара 1995. у Љубљани.
Носилац је Партизанске споменице 1941. и других југословенских одликовања, међу којима су Орден заслуга за народ са златном звездом и Орден братства и јединства са златним венцем.